# Hajime là số một
Hajime là số một (Tiếng Anh: Hajime-chan ga ichiban/ Hajime is no.1; Tiếng Nhật: はじめちゃんが一番！,) là một manga shojo rất nổi tiếng của nữ mangaka Watanabe Taeko (tác giả của bộ Kaze Hikaru). Nó được bà bắt đầu sáng tác từ năm 1989 đến năm 1995 thì kết thúc. "Hajime-chan ga ichiban" đã đem lại cho Watanabe giải thưởng về manga lần thứ 36 của nhà xuất bản Shogakukan vào năm 1991. Từng được xuất bản ở Việt Nam dưới cái tên "Cô chị đảm đang" (xuất bản không có bản quyền, tên nhân vật hoàn toàn bị đổi qua tên Việt). Sau đó truyện được nhà xuất bản Trẻ mua bản quyền và ra đời với cái tên "Hajime là số 1". Truyện là chuỗi dài những câu chuyện hài hước mà đầy tính nhân văn, nhẹ nhàng mà sâu sắc xoay quanh cuộc sống gia đình Okano, nhất là cô chị cả Hajime, khi những cậu con trai sinh năm của họ bất ngờ trở thành thần tượng ngôi sao.

## Cốt truyện
Nhà Okano bao gồm sáu người con: Hajime là chị cả và 5 cậu em sinh năm là Atsuki, Kazuya, Satoshi, Takumi và Naoto ("Hajime" nghĩa là "đầu tiên", "bắt đầu", còn A, Ka, Sa, Ta, Na lần lượt là các chữ cái nối tiếp nhau trong bảng chữ cái tiếng Nhật). Trong một lần quảng cáo cho hãng CMTV, 5 em trai của Hajime được công ty M2Pro phát hiện và nhanh chóng cho ra mắt với tên nhóm là AAO. Ban đầu nhóm nhạc WE gồm Wada Mizuki và Etou Akira rất ghét AAO vì nó có nguy cơ làm lu mờ tên tuổi WE. Càng về sau họ càng có thiện cảm với 5 cậu nhóc tinh nghịch nhưng rất đáng yêu này. Từ đó đã nảy sinh vô số những tình huống cười ra nước mắt của các nhân vật nhưng trong các tình huống đó lần nào cũng chứa đựng những bài học ý nghĩa sâu sắc.
Hajime ban đầu rất thích Mizuki nhưng không được anh đáp lại. Mãi tới cuối truyện, sau bao nhiêu biến cố thăng trầm, cô mới bàng hoàng nhận ra người mà mình thực sự yêu là Akira - bạn thân của Mizuki.

## Nhân vật chính

### Okano Hajime
- Sinh Nhật: 19/9
- Cung: Xử Nữ (cùng cung với tác giả Watanabe Taeko)
- Tuổi: 17, khi kết thúc truyện là 18.

Vốn dĩ là một cô gái sinh ra tại một gia đình nghèo khó, nhưng từ nhỏ cô đã biết chăm lo cho gia đình. Khi ba mẹ cô quyết định dùng phương pháp y học để sinh thêm con mà ai ngờ thành ra tới 5 đứa em nữa thì Hajime lại càng cực khổ hơn. Thân là chị cả trong gia đình như cô để đối mặt với sự thay đổi này, Hajime đã bắt đầu một cuộc sống cực khổ. "Không xin tiền bố mẹ, mặc dù thật sự cần thiết tới đâu" dường như đã trở thành triết lý sống của cô. Nhà Okano tuy cực khổ và vất vả như thế, nhưng với sự nỗ lực của Hajime và sự hợp tác của 5 người em song sinh, gia đình họ cũng tương đối hòa thuận.
Nói về tình yêu của Hajime-chan chúng ta thì thật là lâm ly bi đát! Nếu kể đến các anh chàng mà Hajime thích thì dài như một sớ táo quân (tất nhiên chỉ là tình yêu đơn phương của Hajime). Nhưng tất cả những tình yêu đó dường như là không thành bởi vì họ đều phải qua tay "thử thách" của 5 người em song sinh! Và tính tới bây giờ, hình như chỉ còn hai người. Đó là Mizuki và Akira, hai thành viên của nhóm WE.
Nói về tình yêu của cô với Mizuki, cái mà cô tự nhận xét là tiếng sét ái tình, và cũng kể từ đó mà cô đã cho 5 người em lên sàn diễn, và cũng vì sự ảo tưởng của chính bản thân mình với Mizuki đã khiến cô không biết thật lòng mình yêu ai và quý ai! Mizuki mà Hajime đã gặp gỡ lúc đầu chính là Mizuki của WE chứ không phải một con người của Mizuki thật sự! Cho nên nếu nói Mizuki yêu Hajime (theo tưởng tượng của Hajime) thì đó chỉ là những cử chỉ của 1 thần tượng đối với fan mà thôi!
Còn về tình yêu của cô với Akira thì sau khi trải qua nhiều sự việc, Hajime đã trở thành người hiểu rõ Akira hơn ai hết! Cô dường như đã trở thành tia sáng thứ 2 (sau Mizuki) soi sáng cuộc đời Akira mà nguyên nhân có lẽ là do Hajime đã nhìn thấy quá nhiều góc khuất trong con người Akira, và cũng có thể Hajime luôn xuất hiện bên Akira lúc anh nguy cấp nhất. Nhưng nói chung là Hajime đã vô tình yêu Akira, ngay đến cô cũng không nhận ra tình yêu ấy.

### Nhóm A.A.O
Gồm 5 anh em nhà Okano, đều sinh cùng một ngày, chung nhóm máu và đều thuộc cung hoàng đạo Sư Tử.
Okano Atsuki
- Ngày sinh: 30/7

Phải gọi cậu cả nhà Okano là người "vô tư quá trớn", cậu luôn là người cần được lo lắng nhiều nhất. Atsuki luôn tươi cười và theo nhận xét của Satoshi và Naoto thì dù ở trên vách núi cũng có thể pha trò cho mọi người. Tuy nhiên lại là một cậu bé dũng cảm và có lòng yêu mến súc vật. Cậu đã từng trễ giờ thi vào cấp III chỉ vì cứu một chú cún con. Trong 5 anh em thì Atsuki là già dặn hơn cả vì... dù sao cũng là người ra đời đầu tiên. Atsuki có mái tóc rẽ ngôi lệch qua bên trái và cặp lông mày hơi rậm (dĩ nhiên là không đến nỗi như có hai con sâu róm nằm vắt ngang trán). Vì là anh cả nên Atsuki rất có ý thức trong việc... đầu têu bày trò cho mấy cậu em noi theo, đặc biệt là trong việc coi nhật ký của chị. Khác với vẻ ngoài ngô nghê "Nhảy 3 bước là quên hết mọi phiền não" của mình, những việc Atsuki làm thường mang ý nghĩa sâu sắc nhiều hơn mọi người nghĩ.
Okano Kazuya
- Ngày sinh: 30/7

Khi đã nhận ra đâu là Atsuki thì việc nhận biết Kazuya trở nên khá nhẹ nhàng vì cậu nhóc này có mái tóc rẽ ngôi lệch ngược lại với anh cả. Kazuya là người chính chắn nhất trong 5 anh em. Cậu luôn cho người khác cảm giác về một người anh thực thụ bởi cách suy nghĩ, hành động của mình. Cũng chính vì thế mà cậu cũng day dứt về nhiều điều. Nhưng mọi việc, nhờ những người anh em của cậu, đã được giải quyết ổn thoả, và cuối cùng, kết cục tuy có buồn, nhưng vẫn để lại những kỉ niệm tốt đẹp trong lòng tất cả mọi người. Tuy nhiên, dù có là người chín chắn nhất trong 5 anh em thì cậu vẫn còn rất trẻ con, chứng minh cho điều này chính là sở thích dọa ma Satoshi và Naoto cùng với Takumi.
Okano Satoshi
- Ngày sinh: 30/7

Satoshi có mái tóc bằng nên rất dễ phân biệt với những cậu Okano còn lại. Satoshi 3 năm liền được con gái trong trường phong cho danh hiệu siêu ngốc, vậy cũng đủ để nói lên cậu là người như thế nào. Cậu nhát gan, hay mắc cỡ, khóc nhè giống như con gái vậy và rất nhút nhát không ra dáng một người anh lắm nên luôn bị Takumi - đứa em kế của mình "chăm sóc một cách thô bạo" và không bao giờ nghe đứa em út Naoto kêu một tiếng Anh với lý do "không ai kêu người lùn hơn là anh" (Satoshi thấp hơn Naoto 2mm). Thế nhưng cũng vì bản tính này mà Satoshi luôn được 4 anh em quan tâm chăm sóc và bảo vệ. Tiêu chí chọn bạn gái của Satoshi hết sức đơn giản: "Một là con gái. Và hai là mặc áo đầm".
Okano Takumi
- Ngày sinh: 30/7

Thật không dễ để phân biệt Takumi và Naoto vì đây là hai anh em song sinh cùng trứng. Tuy nhiên Takumi phá phách hơn Naoto nên vẻ mặt cậu ta luôn toát lên... sự tinh quái. Ngoài ra thì cũng còn một đặc điểm nữa để nhận biết 2 cậu song sinh này là Takumi cao hơn Naoto đúng... "một phẩy ba centimetre" (khi đọc truyện đến đoạn có 2 cậu này thì lấy thước ra đo). Được gọi là "Mr. Nổi loạn" của nhà Okano, tính cách như thế là vì "nếu bình thường thì cả đời cũng không qua được Naoto". Là "người nói dối giỏi hơn người khác" nên cắn rứt nhiều hơn, đây thực sự là điểm rất dễ thương của Takumi.
Okano Naoto
- Ngày sinh: 30/7.

Cậu út Naoto thì luôn phân bì với các anh, như tức giận với Atsuki vì khi biểu diễn Asuki luôn đứng đầu che mất Naoto, vậy mà khi bản thân được đứng đầu tiên trong buổi quay hình thì Naoto mới thấy... khớp vì "trước đây chẳng hề biết người đứng đầu lại cô độc thế này", khi ấy Naoto tự hỏi bản thân rằng "Ở một vị trí phải lo lắng nhiều thế này vậy mà Atsuki lúc nào cũng cười... vì là "anh cả" sao?". Naoto cũng nhát và yếu đuối như Satoshi, đặc biệt là cực kỳ sợ ma, song lại là người quan tâm và yêu thương 4 anh em còn lại nhất nhưng nhất định không chịu gọi Satoshi là anh vì như cậu nói: "Ai lại gọi người lùn hơn mình là anh kia chứ".

### Nhóm WE
Đầu tiên phải nói WE là 2 chữ cái đầu tiên của Wada Mizuki và Etou Akira, đơn giản nhưng cũng dễ hiểu. Đây là một nhóm nhạc gồm 2 thành viên: Wada Mizuki và Etou Akira. Họ vừa là đàn anh, vừa là bạn và cũng là đối thủ của AAO.
Wada Mizuki
- Sinh nhật: 11/4

Lọt vào tầm ngắm của Hajime ngay lần đầu gặp mặt, đây là một anh chàng điển trai, tốt bụng, hơi trẻ con và hiếu thắng một chút (mặc dù không bao giờ Mizuki thể hiện điều đó ra ngoài). Đầu tiên khi A.A.O thành lập anh đã phản đối cật lực nhưng không thành nên chuyển qua định lợi dụng tình cảm Hajime để làm cho các fan ác cảm với A.A.O. Sau đó khi phát hiện ra bản chất tốt đẹp, đáng yêu của 5 chú nhóc và sự chân thành của Hajime, anh đã bỏ ngay hành động đó và trở thành người bạn tốt của 6 chị em. Ba của Mizuki là chủ cửa hàng rau vì vậy ông luôn bắt anh thừa kế cửa hàng. Dĩ nhiên là Mizuki không đời nào chấp nhận điều đó. Và những trận tranh cãi giữa hai cha con bao giờ cũng xoay quanh... cửa hàng rau. Mizuki là người bạn thân thiết nhất từ hồi nhỏ của Etou Akira, anh (và sau này là Hajime) đã giúp Akira vượt qua những nỗi đau thời ấu thơ để tiếp tục đi lên.
Etou Akira
- Sinh nhật: 20/1

Etou Akira – thành viên thứ hai của WE. Anh là một con người rất kì lạ, bí ẩn, có những biểu hiện của một kẻ ngoài hành tinh (theo Hajime) nhưng quả thật là một người bạn rất tuyệt vời (theo Mizuki) và một người anh vô cùng hoàn hảo (theo 5 cậu bé nhà Okano). Anh có thể nói là không biết dùng từ ngữ hay theo cách nói của Hajime là "cần đến viện Ngôn Ngữ Học học ", những câu anh nói đều làm cho Hajime hiểu nhầm và cảm thấy tức tối mặc dù câu đó có ý tốt. Akira bị Hajime ác cảm ngay lần đầu gặp mặt và càng về sau càng bị cô ghét. Hajime ghét Akira đến độ nghĩ một điều thật ngớ ngẩn: "Tiền điện tăng lên chắc chắn là do Etou Akira". Theo lời các fan của WE thì Akira "Hát hay, nhảy giỏi, tính cách trầm lặng đầy bí ẩn, thỉnh thoảng lại bẽn lẽn nở một nụ cười hồn nhiên dễ thương như trẻ con". Thực chất bên trong Akira là một nội tâm dằng xé, đầy bất an. Bố anh bỏ đi khi anh chỉ mới 11 tuổi để anh lại cho người mẹ kế Ayako. Từ đó anh bắt đầu chán ghét bản thân vì suy nghĩ "người khác ghét mình là chuyện đương nhiên vì mình là người không ai yêu được". Mizuki từng kể với Hajime rằng con người Akira mâu thuẫn ở chỗ tuy chán ghét bản thân cực đội nhưng anh lại rất yêu mọi người. Anh không muốn ai vì anh mà phải đau khổ, đặc biệt là người mẹ kế, dì Ayako. Phải mất hơn 8 năm trời, Mizuki mới hiểu được phần nào trái tim phức tạp ấy.
Tình yêu giữa Akira và Hajime phát triển theo chiều hướng chậm mà chắc, nó có lúc thật mù mờ trẻ con, có lúc trầm lắng dịu dàng. Nhưng hai người đều không nhận ra, chỉ thấy lồng ngực nhói đau. Cuối cùng, Akira đã thú nhận tình cảm với Hajime bằng câu: "Hajime-chan là số một!!" (Thực ra Hajime đã đặt điều kiện rằng nếu anh nói một câu khiến cho cô cảm thấy vừa ý thì cô sẽ yêu anh ngay)

## Nhân vật phụ

### Maeda Masumi
Là giám đốc công ty M2Pro. Là một con người có tài kinh doanh, đôi khi hơi giống trẻ con nhưng bình thường ông rất tỉnh táo, thực tế đến lạnh lùng và luôn nghĩ cho công ty. Là người phát hiện WE, AAO cùng nhiều nhóm nhạc khác.

### Etou Ayako
Nhân vật này không xuất hiện thường xuyên lắm, đến tập 3 độc giả mới biết đến dì Ayako, thế nhưng đây là người có ảnh hưởng lớn đến Akira. Sau khi Ren - bố của Akira bỏ đi, Ayako bắt đầu sống với anh. Lời nói của Ayako "Dù người ấy không quay lại, chúng ta cũng không được oán trách, cũng không cần phải đuổi theo hay chờ đợi làm gì. Sống ngày nào hãy chỉ nghĩ về ngày đó, dù có lúc chia tay cũng không được đau buồn" luôn dai dẳng trong tâm trí Akira cho đến khi anh lớn lên. Ayako là một người phụ nữ dịu dàng, hiền hậu đem lại cho những người xung quanh cảm giác yên bình. Vẻ ngoài mong manh yếu đuối thế nhưng ẩn chứa bên trong con người Ayako là một tâm hồn kiên cường, một khát vọng được yêu thương mãnh liệt. Cuối cùng, Ayako theo lời phó thác của Akira "Hãy chăm sóc bố" cũng như theo lời trái tim bà mách bảo, đã đi cùng chồng trong chuyến du hành mới.

### Higuchi Noa
Noa là người có cùng ngày sinh và nhóm máu với Akira nên tính cách phải nói là cực kì khó hiểu y hệt Akira dù cô khác anh ở chỗ luôn lạc quan tiến thủ chứ không mãi ngồi ôm nỗi buồn quá khứ. Chẳng ai dự đoán trước được điều Noa đang nghĩ và làm, nhưng người ta vẫn không thể không yêu quý tính cách sôi nổi, năng động, lạc quan của Noa. Đây là nhân vật tuy chỉ xuất hiện vài trang giấy, song đã để lại ấn tượng và sự hiếu kỳ nơi người đọc. Mizuki yêu Noa, tuy nhiên chuyện tình của họ rất ngắn ngủi. Ngay sau khi cô chuẩn bị đón nhận tình yêu đó thì Noa đã bị bắn chết trong một lần đi du lịch ở Mỹ. Mizuki nhận xét tên của Noa rất giống với tên ông già Noah trong kinh Thánh.